# Église Saint-Jean-Baptiste d'Allanche
Pour les articles homonymes, voir Église Saint-Jean-Baptiste.
L'église Saint-Jean-Baptiste est une église catholique située dans la commune d'Allanche, dans le département du Cantal, en France.

## Historique
L'édifice est classé au titre des monuments historiques en 2002.

## Galerie de photos

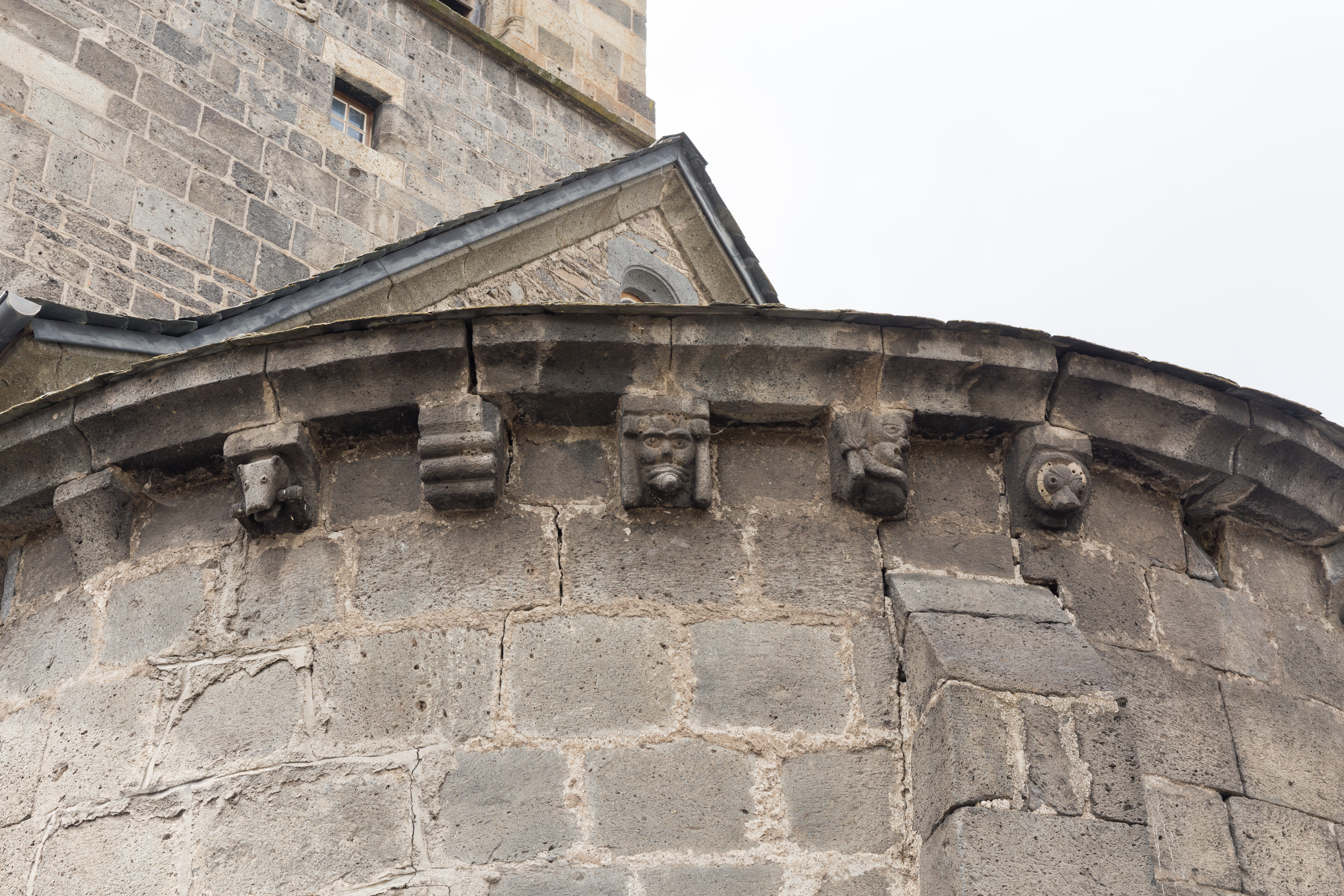
Modillons.
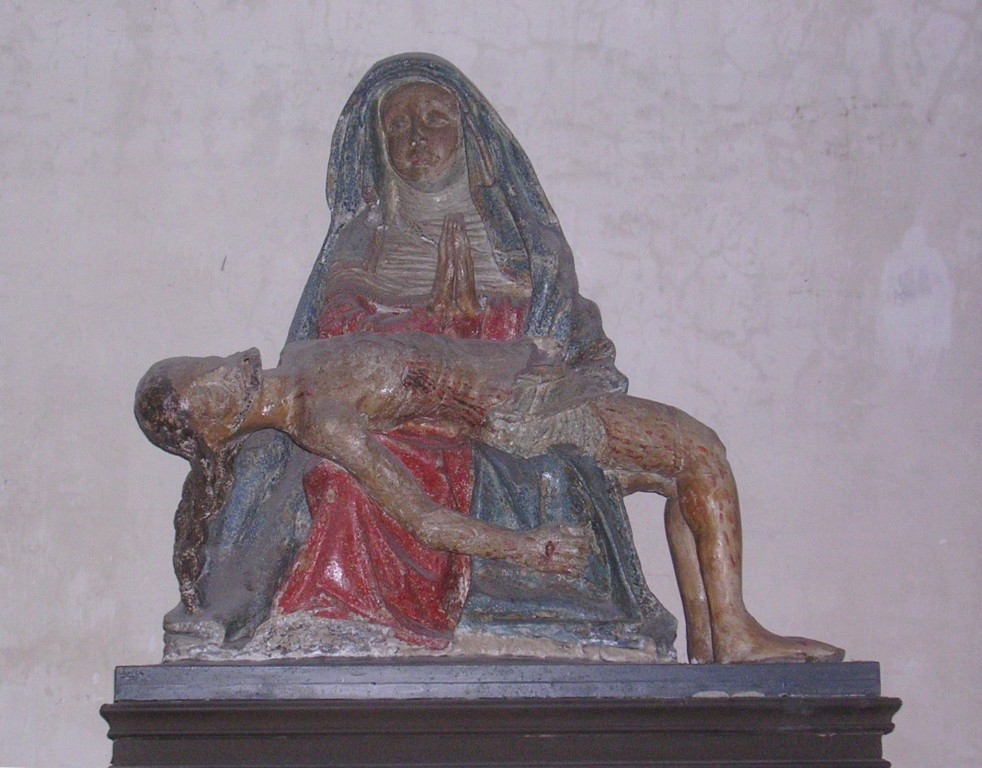
Pietà.
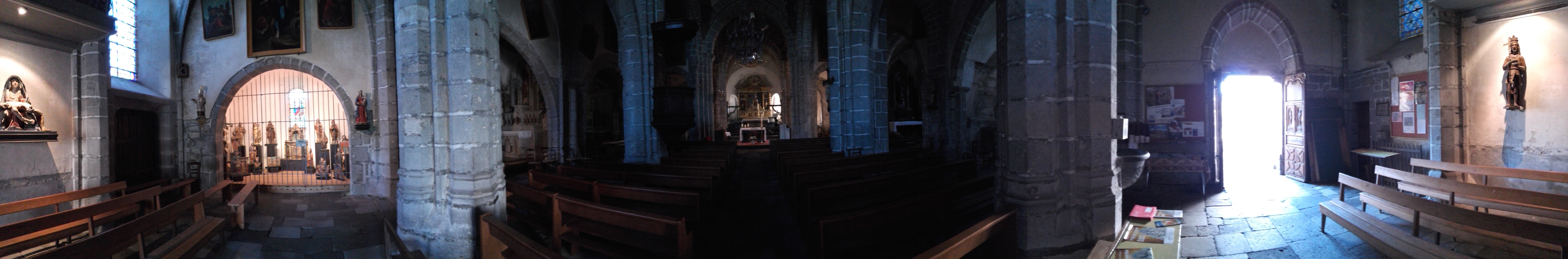
Intérieur de l'église.